# Colom de Madeira
El colom de Madeira o tudó canari (Columba trocaz) és una espècie d'ocell de la família dels colúmbids endèmic de la laurisilva de Madeira. Majorment grisa i de pit rogenc, el seu coll platejat i la manca de marques blanques a les ales el distingeixen del seu parent més proper i possible avantpassat, el tudó. El seu cant és un amanyac característic de sis notes, més dèbil i de tons més baixos que el del tudó. Malgrat la seva aparença voluminosa i la seva llarga coa, el colom de Madeira té un vol ràpid i directe.
Cria als boscs de laurisilva on habita, on pon un ou blanc en un niu feble fet de branquillons. La població de coloms de Madeira caigué en picat després de la colonització humana de l'arxipèlag de Madeira, fins al punt de desaparèixer completament de l'illa de Porto Santo. La principal causa d'aquest declivi fou la destrucció de l'hàbitat, encara que la caça i la introducció de rates depredadores també foren factors contributius. La protecció dels boscs de lauràcies i la prohibició de caçar-los han permès als seus números créixer de nou, de tal manera que l'espècie ja no està amenaçada.